# Hamish Stuart

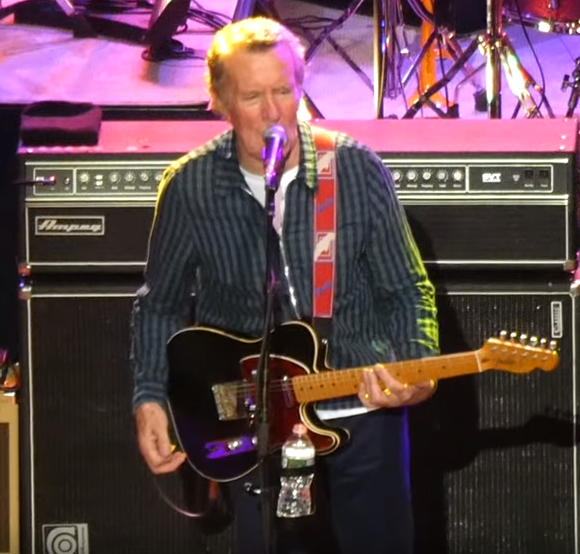
Hamish Stuart 2019

Hamish Stuart (Glasgow, Escocia, 8 de octubre de 1949) es guitarrista, bajista, cantante, compositor y productor. 
Formó parte del grupo Average White Band, de 1972 hasta su disolución en 1982, y después trabajó con artistas como Aretha Franklin, Chaka Khan y David Sanborn. Asimismo compuso el éxito «If Your Heart Isn't In It» para Atlantic Starr (1986), además de canciones para Smokey Robinson, George Benson y Diana Ross.
En 1989, se unió a la band de Paul McCartney, grabando Flowers in the Dirt (1989) y Off the Ground (1993), y realizando las giras correspondientes (The Paul McCartney World Tour (1989) y The New World Tour (1993).

## Biografía
Tras grabar un par de sencillos con su primera banda, los Dream Police, se unió al recién formado grupo Average White Band en junio de 1972.
Al disolverse AWB en 1982, Stuart colaboró con numerosos artistas norteamericanos de soul y funky, tanto como músico de sesión como compositor, y no sería hasta 1999 que grabara su primer disco en solitario, Sooner or Later.
Colaborador habitual de Paul McCartney, a partir de 2006 también ha realizado giras con Ringo Starr & His All-Starr Band.

## Discografía

### Con Average White Band
- Show Your Hand (1973) (re-issued in 1975 as Put It Where You Want It)
- AWB (1974)
- Cut the Cake (1975)
- Soul Searching (1976)
- Person to Person (live) (1976)
- Benny & Us (1977)
- Warmer Communications
- Feel no Fret
- Shine
- Cupids in Fashion

### Con Chaka Khan
- Chaka (1978)
- Naughty (1980)
- What Cha' Gonna Do for Me (1981)
- Chaka Khan (1982)
- I Feel for You (1984)

### Con Paul McCartney
- Flowers in the Dirt (1989)
- Tripping the Live Fantastic (1990)
- Unplugged (1991)
- Off the Ground (1993)
- Paul is Live (1993)

### Varios
- Up - Dick Morrissey & Jim Mullen (1976)
- The Atlantic Family Live at Montreux (1977)
- River of Love - David Foster (1990)
- Sooner or Later (1999)
- Jimjam - Jim Mullen (2000)
- Real Live (2001)